# Operazione Starlite
L'operazione Starlite fu tra i primi combattimenti sostenuti dagli USA in Vietnam. L'operazione ebbe inizio il 17 agosto 1965 ed ebbe termine il 21 dopo la distruzione della roccaforte Viet Cong vicino alla penisola di Vantuong, 30 chilometri a sud della base aerea di Chu Lai. All'operazione presero parte circa 5500 Marines appartenenti alla 3ª Divisione, oltre al supporto fornito dagli aerei dei Marines, e al fuoco delle navi della marina.
Gli americani ebbero 45 morti mentre i Viet Cong, secondo le fonti americane, circa 600, la maggior parte di questi appartenenti al I Reggimento VC.